# 黄金镇 (罗城县)
黄金镇，是中华人民共和国广西壮族自治区河池市罗城仫佬族自治县下辖的一个乡镇级行政单位。

## 行政区划
黄金镇下辖以下地区：
黄金社区、寺门村、宝聚村、寨碑村、寨道村、义和村、北盛村和友洞村。